# 지옥의 슬로터
《지옥의 슬로터》(영어: Slaughter of the Innocents)는 미국에서 제작된 제임스 글리컨하우스 감독의 1993년 스릴러 영화이다. 스콧 글렌 등이 출연하였고, 프랭크 K. 아이작 등이 제작에 참여하였다.

## 출연
- 스콧 글렌
- 제시 캐머런글리컨하우스
- 달랜 플루걸
- 실라 타우지
- 잰 브로버그 펠트
- 엘리자베스 존슨
- 테리 호크스
- 케빈 소보
- 팀 콜세리
- 아민 시머먼
- 에런 엑하트
- 린든 애슈비

## 기타 제작진
- 라인 제작: 제퍼슨 리처드
- 협력 제작: 키어스틴 베이츠러노
- 배역: 펀 오런스틴
- 미술: 니컬러스 T. 프리볼로스
- 의상: 쇼나 터프식